# Badilloa
Badilloa é um género botânico pertencente à família Asteraceae.

## Espécies
- Badilloa atrescens